# KAF Spartak 2019
Questa voce raccoglie le informazioni riguardanti il KAF Spartak nelle competizioni ufficiali della stagione 2019.

## Black Bowl 2019

### Stagione regolare
| Zelenograd 18 maggio 2019, ore 18:00 3ª giornata | Spartak Moskva | 26 – 25 (7-12 6-7 7-0 6-6) referto | Moscow Dragons | Stadio del Rugby |

| Podol'sk 1º giugno 2019, ore 11:00 5ª giornata | Podolsk Vityaz | 7 – 30 (7-0 0-6 0-14 0-10) referto | Spartak Moskva | Stadion Planeta |

| Mosca 22 giugno 2019, ore 12:00 8ª giornata | Spartak Moskva | 50 – 14 (6-8 8-0 23-6 13-0) referto | Tula Tarantula/ Bryansk Robbers | Stadion Fili |

| Mosca 13 luglio 2019 11ª giornata | Spartak Moskva | 43 – 6 (22-6 14-0 7-0 0-0) referto | Podolsk Vityaz | SK Saljut-Geraklion |

| Mosca 28 luglio 2019, ore 16:00 12ª giornata | Moscow Dragons | 10 – 41 (0-14 3-7 7-6 0-14) referto | Spartak Moskva | Stadion MVA |

| Krasnodar 24 agosto 2019 16ª giornata | Krasnodar Bisons | 6 – 50 (0-14 0-20 6-6 0-10) referto | Spartak Moskva | Baza FK Kuban' |

### Playoff
| Mosca 21 settembre 2019, ore 15:00 Semifinale | Spartak Moskva | 36 – 0 (10-0 14-0 6-0 6-0) referto | Tula Tarantula/ Bryansk Robbers | SK Saljut-Geraklion |

| Mosca 6 ottobre 2019, ore 16:00 Finale | Spartak Moskva | 14 – 6 (7-0 7-0 0-6 0-0) referto | Petrozavodsk Karelian Gunners | SK Saljut-Geraklion |

## Statistiche di squadra
| Competizione      | %Vittorie | In casa | In casa | In casa | In casa | In casa | In casa | In trasferta | In trasferta | In trasferta | In trasferta | In trasferta | In trasferta | Totale | Totale | Totale | Totale | Totale | Totale |
| Competizione      | %Vittorie | G       | V       | N       | P       | Pf      | Ps      | G            | V            | N            | P            | Pf           | Ps           | G      | V      | N      | P      | Pf     | Ps     |
| ----------------- | --------- | ------- | ------- | ------- | ------- | ------- | ------- | ------------ | ------------ | ------------ | ------------ | ------------ | ------------ | ------ | ------ | ------ | ------ | ------ | ------ |
| Stagione regolare | 1.000     | 3       | 3       | 0       | 0       | 119     | 45      | 3            | 3            | 0            | 0            | 121          | 23           | 6      | 6      | 0      | 0      | 240    | 68     |
| Playoff           | 1.000     | 2       | 2       | 0       | 0       | 50      | 6       | 0            | 0            | 0            | 0            | 0            | 0            | 2      | 2      | 0      | 0      | 50     | 6      |
| Totale            | 1.000     | 5       | 5       | 0       | 0       | 169     | 51      | 3            | 3            | 0            | 0            | 121          | 23           | 8      | 8      | 0      | 0      | 290    | 74     |